# جيف ستيفنز
جيف ستيفنز (بالإنجليزية: Jeff Stevens)‏ هو منتج أسطوانات ومغني ومغن مؤلف أمريكي، ولد في 15 يونيو 1959 في ألوم كريك في الولايات المتحدة.

## وصلات خارجية
- جيف ستيفنز على موقع ميوزك برينز (الإنجليزية)
- جيف ستيفنز على موقع ديسكوغز (الإنجليزية)